# Gustaf af Uhr
Gustaf af Uhr, före adlandet 1789 Uhr, född 28 juli 1780, död 26 maj 1842 i Stockholm, var en svensk direktör och bergsmekanikus.

## Biografi
af Uhr var son till brukspatronen David Uhr, adlad af Uhr, och Justina Catharina Reftelius samt dotterson till konsulatssekreteraren i Alger, Carl Reftelius. af Uhr blev student vid Uppsala universitet 1792 och avlade där juristexamen 1796. 1801 avlade han bergsexamen och blev samma år auskultant i Bergskollegium. 1822 blev han bergsmekanikus.
af Uhr blev tidigt en gestalt inom Sveriges järnvägshistoria, som motionär kom han att föreslå järnvägsbyggen i anslutning till Göta kanal. Han motionerade redan 1829 vid ridderskapet och adelns riksdagssammanträden om att undersöka området mellan Hjälmaren och Vättern för ett eventuellt järnvägsbygge. För att därigenom gottgöra Göta kanal-bygget mellan Vättern och Östersjön i stället för sträckan Hjälmaren–Vättern.
af Uhr var gift två gånger. Hans första hustru var Catharina Amalia Ristell, som var dotter till Adolf Fredrik Ristell och Catharina Maria af Darelli. I äktenskapet med Ristell föddes fyra barn, bland vilka märks dottern Hedvig, gift med Bror Jacob Adelborg. Hans andra hustru Maria Margareta Gussander var dotter till bergsfogden Anders Gussander och Eva Elisabet Angerstein. Hans andra äktenskap var barnlöst.